# Hugo Caanitz
Hugo Caanitz (* 9. Mai 1895 in Artern, Thüringen; † 28. Februar 1968 in Berlin) war ein deutscher Augenarzt und Offizier, zuletzt Admiralarzt der Kriegsmarine.

## Leben
Hugo Caanitz war von Anfang Februar 1922 bis Ende September 1923 als Hilfsarzt beim Personalamt der Marinestation der Ostsee und am Marinelazarett Kiel-Wik tätig. Im gleichen Jahr hatte er an der Universität Kiel mit dem Thema Zur Lehre vom pathologischen Rausch promoviert. Anschließend ging er für ein Jahr als Assistenzarzt zu einer Küstenwehrabteilung und war zugleich in der Marinelazarettabteilung Stralsund. Vom 1. Oktober 1924 bis 17. September 1925 war er Abteilungsarzt bei der Küstenwehrabteilung V und zugleich im Marinelazarett Pillau. Er ging als Referent in das Sanitätsamt der Marinestation der Ostsee. Hier blieb er bis 2. Oktober 1928. Bis 29. März 1931 war er dann an die Universität Berlin kommandiert und stand dem Stationsarzt der Marinestation der Ostsee zur Verfügung. Vom 30. März 1931 bis 28. September 1932 war er Schiffsarzt auf dem Kreuzer Königsberg. Er kehrte als Leitender Arzt an das Marinelazarett Kiel-Wik zurück und blieb hier bis 4. April 1937. In Personalunion war er ab 10. April 1934 zusätzlich Oberarzt der Marineschule Kiel und der Schiffsartillerieschule, wobei er dort als Oberarzt bis Ende September 1937 blieb, da er am 1. Oktober 1937 zum Geschwaderarzt befördert wurde. Vom 1. Oktober 1936 bis 17. Oktober 1937 war er ebenfalls Referent im Sanitätsamt der Ostsee und vom 5. April 1937 bis 17. Oktober 1937 Referent beim Stab der Marinestation der Ostsee.
Vom 18. Oktober 1937 an war er Stabsoffizier beim Stab des Sanitätsamtes der Ostsee und blieb dies bis 14. Januar 1940, ab 1. April 1939 als Flottenarzt. Anschließend war er als Chef der ärztlich-wissenschaftlichen Abteilung im Oberkommando der Marine bzw. im Marinemedizinalamt. Nachdem er am 1. Februar 1944 zum Admiralarzt befördert worden war, wechselte er zum 9. Februar 1944 zum Marinelazarett Stralsund. Hier war er bis Kriegsende Chefarzt.
Nach dem Ende des Zweiten Weltkriegs kam er in sowjetische Kriegsgefangenschaft, aus welcher er am 2. Oktober 1953 entlassen wurde.
Im Frühjahr 1956 begann Caanitz mit einer Befragung von ehemaligen Angehörigen des Sanitätsdienstes zu dem Themenkomplex der Lazarettschiffe, was sich als kein einfaches Unterfangen herausstellte. Er wollte hierzu ein Buch veröffentlichen. Bis zu seinem Tod konnte er eine Vielzahl von Informationen zusammentragen, welche später, u. a. durch Volker Hartmann und Hartmut Nöldeke verwertet wurden. Später war Caanitz als Augenarzt in Berlin-Dahlem niedergelassen.
Caanitz war Mitglied der Deutschen Ophthalmologischen Gesellschaft.
1929 hatte Caanitz die promovierte Ärztin Elfriede Stiller (* 1897) geheiratet.

## Werke (Auswahl)
- Vom Wesen der angeborenen Farbensinnstörungen und ihrer praktischen Bedeutung für Marine, Eisenbahn und Luftfahrt. In: Deutsche Medizinische Wehrschrift, 61, Mittler &Sohn, 1935, S. 306–311.
- Zur totalen Farbenblindheit. In: Der deutsche Militärarzt, 2, 1937, S. 125–128.
- gemeinsam mit Ernst Heinsius: Kurze Wertung der Untersuchungsergebnisse mit den neuen Stilling-Hertelschen Farbenproben zur Prüfung des Farbensinnes. In: Der deutsche Militärarzt, 4, 1939, S. 496–497.
- Manuskript: Aufgaben, Leistungen und Schicksale der deutschen Lazarettschiffe und Verwundetentransportschiffe des Zweiten Weltkrieges 1939–1945. 1963[3]